# Ugitech
 (juin 2010).
Si vous disposez d'ouvrages ou d'articles de référence ou si vous connaissez des sites web de qualité traitant du thème abordé ici, merci de compléter l'article en donnant les références utiles à sa vérifiabilité et en les liant à la section « Notes et références ».
Ugitech est une entreprise spécialisée dans les produits longs en aciers inoxydables et en alliages, filiale du groupe Swiss Steel. Son acier  est utilisé aussi bien dans l’automobile, l'aéronautique que dans la construction ou encore dans le médical.
Le principal site de production d'Ugitech est basé à Ugine, en Savoie (73). Tout a commencé il y a plus d’un siècle, grâce à Paul Girod, un ingénieur suisse.

## Historique

### Paul Girod (1878-1951)

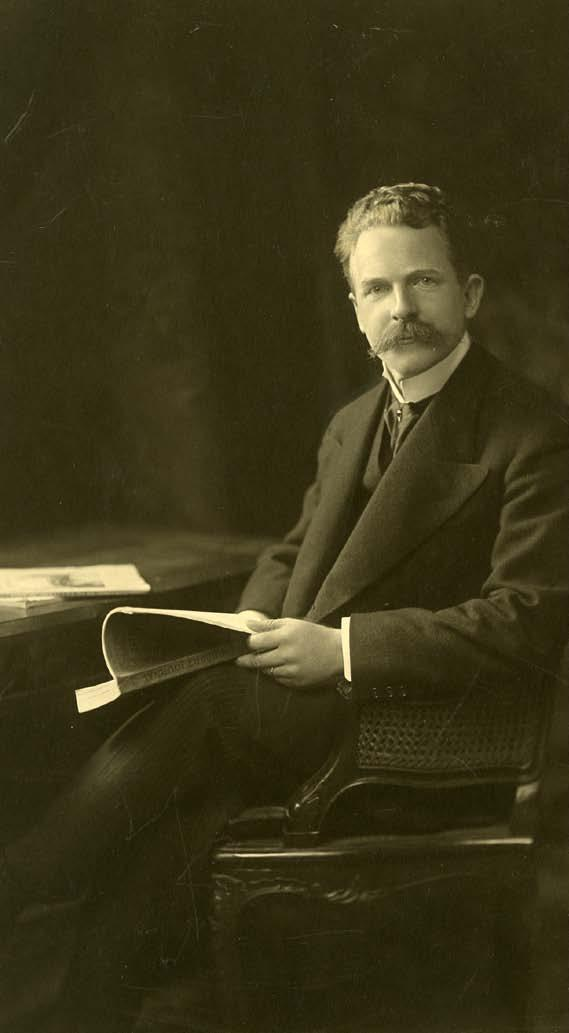
Portrait de Paul Girod.

Paul Girod est un ingénieur chimiste d'Ugine, dans le domaine de l’électrométallurgie, des ferro-alliages et de l’acier auto-trempant employé pour les projectiles de rupture pendant la Première Guerre mondiale. Il naît à Fribourg (Suisse) en 1878, à l'époque de la houille blanche. À 19 ans (août 1897), il termine ses études de chimie à l’École technique Winterthour de Zurich, puis est engagé, en avril 1898, par la Société chimique des usines du Rhône pour une durée de trois mois. À 20 ans, il découvre le procédé de fabrication électrométallurgique du vanadium pour « les faïenceries de Grigny » et l’usine d’Albertville. Il loue aux papeteries Aubry de Venthon une chute sur le Doron de Beaufort. Entre 1900 et 1902, il fabrique des ferro-alliages (alliage de fer et de métal rare) après l’invention d’un four électrique spécifique à ce métal qui lui ouvrent la voie de la désoxydation de l'acier. En 1902, Paul Girod rachète l’usine.
Avec une hauteur de cent mètres de chute d'eau, l'usine électrique des Papeteries Aubry de Venthon produit 4 MW, la plus puissante des Alpes, en 1900, après celle de Chedde (7 MW), située près de Saint-Gervais en Haute-Savoie. La même année , il décide de construire, à Ugine, une usine de ferro-alliages alimentée par la houille blanche qu'il nomme « Société Anonyme Électro-métallurgique Procédés Paul Girod ». Elle est inaugurée en 1904. En 1905, il met au point un four électrique à sole conductrice pour la production de l’acier qui permet d’obtenir des métaux d’une grande pureté. Cette innovation est un succès et lui permet en 1908 de fonder les « Forges et Aciéries Paul Girod » sur son site d’Ugine, qui sont à l'origine d'Ugitech. Dans le même temps, il développe considérablement le réseau hydroélectrique du Beaufortain, et grâce à la construction d’une ligne électrique Albertville-Annecy-Lyon il ouvre sa vente d’énergie à la capitale de la région Rhône-alpes.

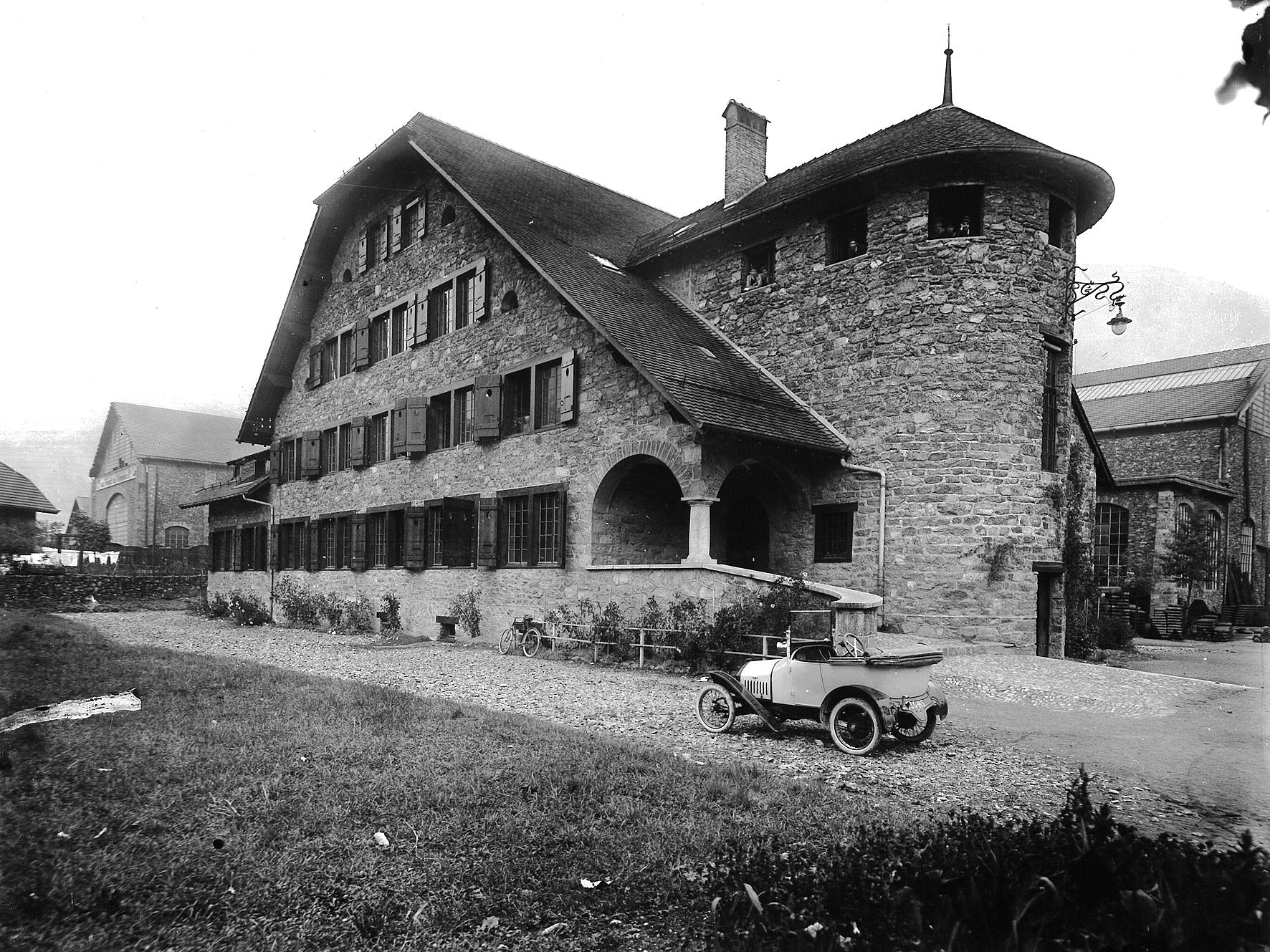
Bâtiment de la direction en 1915.

En 1909, les « Forges et Aciéries Paul Girod » sont devenues la plus puissante aciérie électrique alimentée par la houille blanche que la sidérurgie n’ait jamais connue. Les usines électriques de Venthon Queige sont déménagées à Ugine, s'ajoutant à celle qui s'y trouve.
L'usine métallurgique est équipée de quatre fours électriques, de différents ateliers : ateliers de moulage, de transformation mécanique (forges et laminoirs), de traitements thermiques, d’un laboratoire de contrôle et de magasins de produits finis et d’expédition. C’est la période pionnière de l’histoire industrielle d’Ugine et l’entreprise se développe et s’agrandit. On construit la conciergerie et le bâtiment de la direction à l’entrée des aciéries, qui existent toujours aujourd’hui. Tous ces investissements permettent d’élargir la fabrication, notamment dans la gamme des aciers. La première coulée a lieu le 1er mai 1910.
Paul Girod est l’un des trois industriels, avec Henry Gall dans l’électrochimie, et Jules Barut dans l’électrométallurgie, à avoir résolu, chacun dans son domaine propre — le sien est l’acier — des problèmes que nulle autre technique du moment n’était capable de résoudre.

### L'arrivée de la Première Guerre mondiale

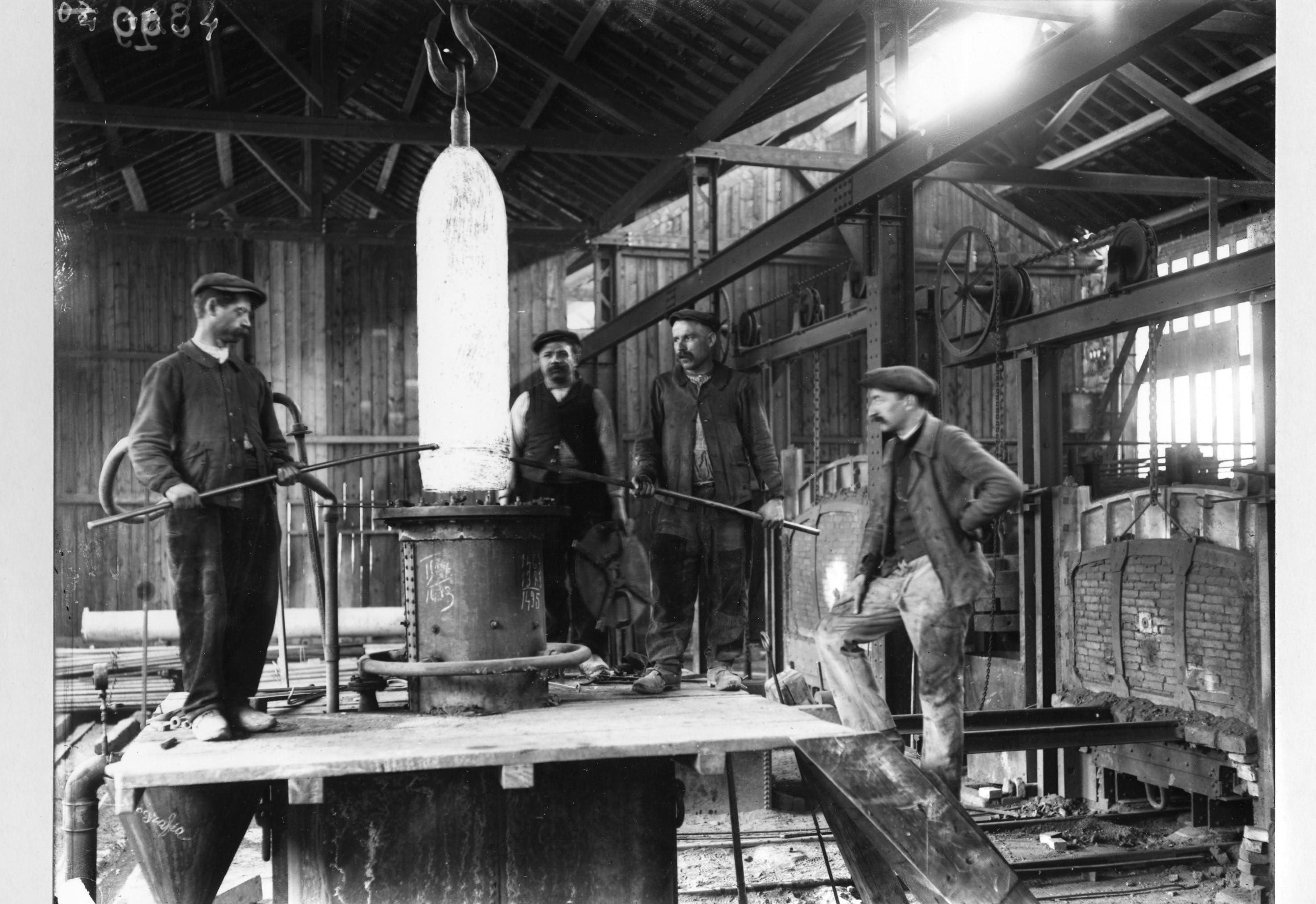
Fabrication d'un obus.

La Première Guerre mondiale permet de redresser une situation financière critique. La demande en armement et en équipement pour l’Armée, augmente rapidement. Ugine, grâce à sa capacité à fabriquer des aciers fins et des aciers spéciaux, devient une pièce maîtresse de la défense nationale. La production augmente et se tourne alors vers la conception de projectiles, d’obus, de vilebrequins, de tubes de canons, de tourelles de tanks pour les chars Renault, de blindage de protection et d’aciers pour les roulements à billes, etc. De nouveaux bâtiments sont construits qui portent la surface couverte du site de l’usine de 27 000 m2 en 1914 à 41 000 m2 en 1916. Au total, l’entreprise uginoise fournit 55 % de la fabrication française d’alliages spéciaux ce qui lui vaut la visite de l’État-Major français et l’aveu du ministre de l’Armement, M. Loucheur : « Je ne sais pas ce que je ferais sans Ugine. » La guerre permet à l’usine d’acquérir une réputation mondiale grâce à la qualité de ses produits et aux services rendus à la patrie. Des usines étrangères achètent ses licences de fabrication. De même, les effectifs explosent et passent à 3 600 personnes les premiers mois de la guerre et 3 800 en 1917. Pour pallier les départs des hommes au front, on fait appel à des mobilisés, des femmes (300) et des étrangers.
Après la guerre la société se nomme Société d'électrochimie, d'électrométallurgie et des aciéries électriques d'Ugine à la suite d'une fusion en 1922.

### Le bouleversement de la démographie Uginoise
Pour répondre à l’importante demande de la guerre et parce que nombre de ses ouvriers sont partis au front, Paul Girod fait appel à une main d’œuvre étrangère, qui aujourd’hui fait partie intégrante de la ville d’Ugine. En 1924, on récense 22 nationalités parmi les employés de l’usine où les Français sont minoritaires, il s'agit d'Italiens d’Espagnols, de Grecs, de Polonais, de Russes, d’Arméniens, d’Annamites, de Kabyles, d'Arabes, de Chinois… Ugine est alors décrite comme « une ruche bourdonnante », une véritable « tour de Babel ». Cependant, certaines de ces populations ont marqué la ville d'Ugine.

#### Les immigrés Italiens
Les Italiens sont les plus nombreux et les plus anciennement installés. En 1932, ils représentent plus de la moitié du contingent étranger (55,7 %) 1 118 italiens pour un total de 2 006 étrangers. Le choix d'Ugine s'explique par la proximité de l'Italie et du fait des conditions de travail et de logement favorables. La grande majorité de ces ouvriers viennent du Piémont mais aussi de différentes régions de l'Italie : Lombardie, Vénétie, Vallée d'Aoste, Turin, Novare, Rome et la Calabre. Ils fuient l'Italie où ils sont condamnés à un chômage certain. Bien qu'ils soient retournés en Italie en petit groupe après la guerre, en 1970 les statistiques en dénombrent 540.
En effet, nombreux sont les Italiens qui ont acquis la nationalité française bénéficiant ainsi des avantages sociaux accordés aux Français. Moins « déracinés » que certains autres peuples, ils sont considérés aujourd'hui comme des Uginois à part entière. Ils sont maintenant bien acceptés dans leur ville d'adoption, cette évolution étant favorisée par la relative dispersion et ancienneté de leur installation à Ugine.

#### Les immigrés russes

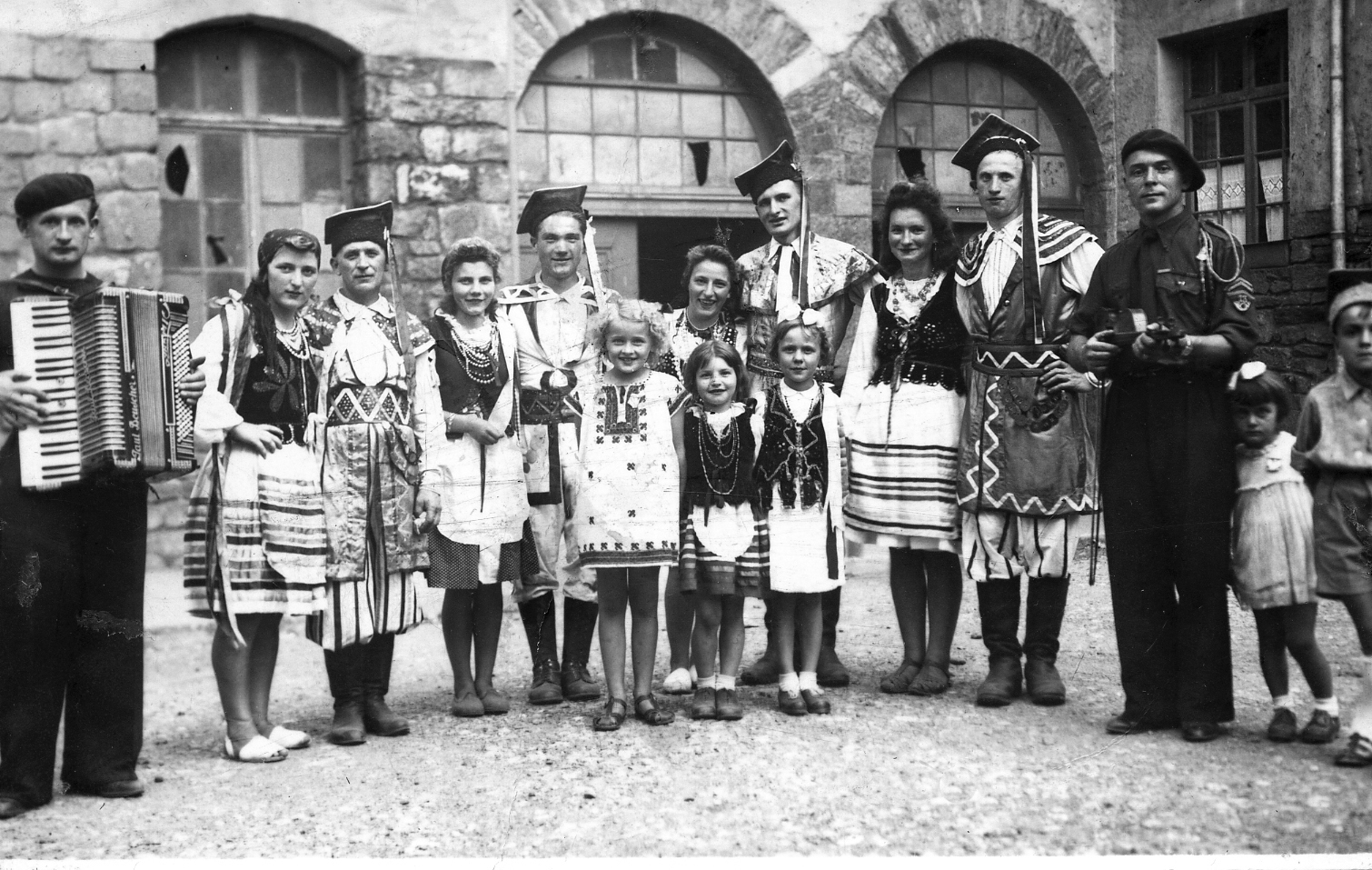
Population polonaise, en costume traditionnel, devant le phalanstère en 1945.

En 1923, les premiers immigrés provenant de Russie arrivent. En 1926, 201 Russes et 19 Polonais sont employés à l'usine, et ce chiffre ne va cesser d’augmenter jusqu’en 1939. Ces hommes, femmes mais aussi enfants, ont fui leur pays du fait de la révolution d'Octobre de 1917 et se retrouvent donc en France en tant que réfugiés politiques. Ce n’est qu’à la fin des années 1930 que leur effectif diminue car certains immigrés ont regagné leur pays grâce à l'Organisation internationale pour les réfugiés (OIR) qui rapatrie entre 1947 et 1952 ceux qui le souhaitent. D'autres deviennent français par naturalisation.

#### Les immigrés polonais
Les Polonais se rendent en France pour fuir l'instabilité de leur pays. Ils arrivent un peu plus tard que les Russes vers 1925-1927. Ils représentent 20 % du personnel de l'usine en 1925. La cohabitation avec les immigrés russes n'est pas toujours pacifique, de fréquentes bagarres mettent face à face russes blancs et polonais communistes.

### Une société à l'échelle humaine

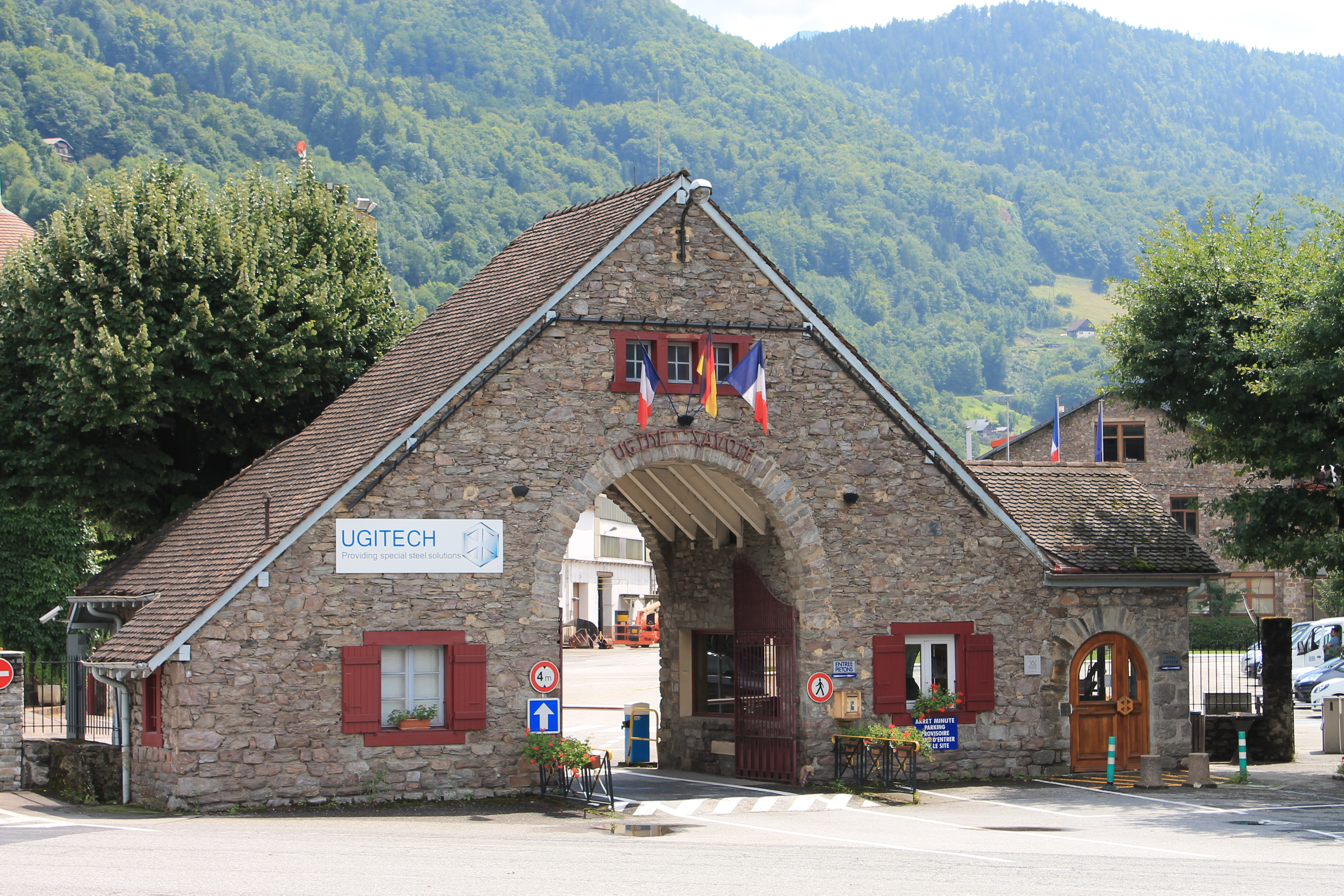
Ugitech - Entrée du complexe industriel.

Paul Girod a également marqué dans le domaine social. Influencé par catholicisme social, il pense que c’est aux classes dirigeantes et non aux pouvoirs publics de s’occuper des problèmes sociaux et des conditions de vie des défavorisés. Paul Girod a surtout œuvré en matière de logement social, car son entreprise exige une forte main-d'œuvre. Il souhaite donc créer et fixer une communauté de travail solidaire, à l'échelle de la ville. Sa première mesure a été la constitution de la « Société des habitations économiques et hygiéniques » le 1er décembre 1909. Cette société servait à « l'acquisition d'immeubles, la construction et l'exploitation des dits en vue de fournir aux employés et ouvriers des usines Girod à Ugine, des habitations hygiéniques et confortables à des prix les plus modiques possibles.» Dès 1910 il fait appel à l’architecte genevois Maurice Braillard avec lequel il va aménager d’importantes constructions et équipements dans la ville d’Ugine.

#### Les villas des contremaîtres
C’était un ensemble d’une dizaine de villas, construites derrière le phalanstère et destinées aux contremaîtres.

#### Les bâtiments pour célibataires
Ensemble d’imposantes bâtisses pour les célibataires composé de 300 chambres individuelles, placé non loin du phalanstère.

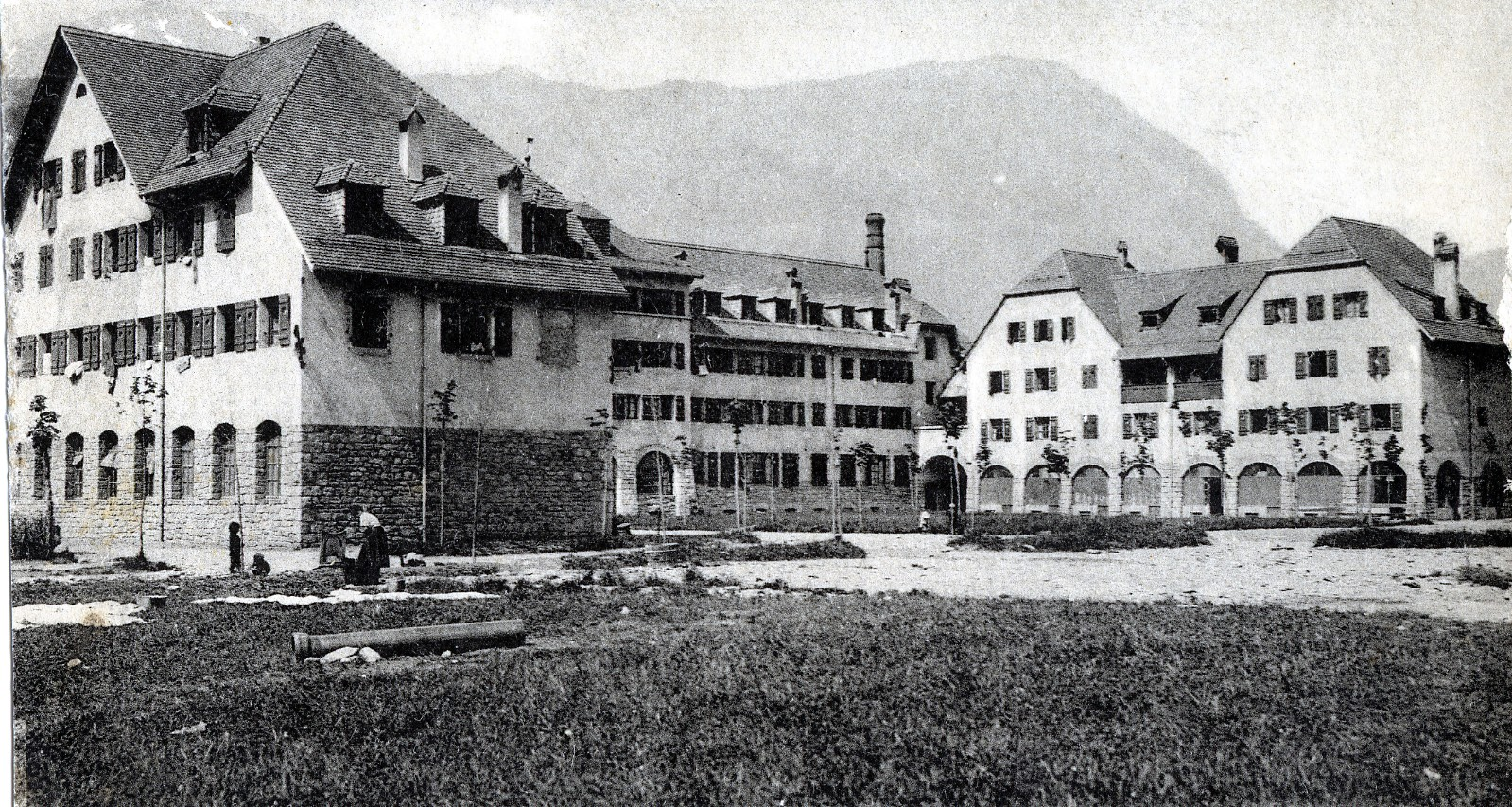
Le phalanstère d'Ugine.

#### Le phalanstère
Le phalanstère d’Ugine est la pièce maîtresse de la cité d’entreprise de Paul Girod, construit en 1910 par Maurice Braillard. Pour lui, le phalanstère doit être une construction fonctionnelle pouvant héberger 100 hommes. L’objectif de cette nouvelle génération de logement est de préserver une cohabitation saine et harmonieuse. Il dessine un plan en U, les ailes comprennent des logements pour familles et le corps central des chambres pour célibataires, soit environ 80 logements au total. Les espaces sont généreux et le niveau de confort remarquable pour l’époque (chauffage central, eau courante).

#### Le «village nègre»
Il s’agissait de 18 maisons contenant deux ou quatre logements, ainsi que des jardins communs et un lavoir. Situées près des aciéries, elles étaient destinées aux contremaîtres et à certains ouvriers. Ces habitations portaient le nom de « villas nègres » car elles étaient habitées par des ouvriers venus des régions minières du Centre et de la Loire (« gueules noires »).

#### Les Charmettes
Au lieu-dit « les Charmettes », au-dessus du bourg, on construit en 1909-1910 un ensemble de 18 villas individuelles d’après les plans de Maurice Braillard. Ces pavillons, appelés « cités-jardins » sont agrémentés de vérandas, de grandes baies vitrées et disposent de tout le confort nécessaire (toilettes, salle de bain, chambres, salle de séjour, boudoir, cuisine, caves…). Placées sur un site agréable, recouvert de vignobles, à proximité du bourg et exposé plein sud, elles étaient réservées aux directeurs et aux ingénieurs de l’usine.
Le travail de Braillard sur les villas des Charmettes est l’objet d’études et de critiques élogieuses : « un graphisme très expressif, à la fois pittoresque et précis » ; les villas sont vues comme « confortables et fonctionnelles mais avec une recherche esthétique, bien intégrées au cadre ».

#### Œuvres sociales

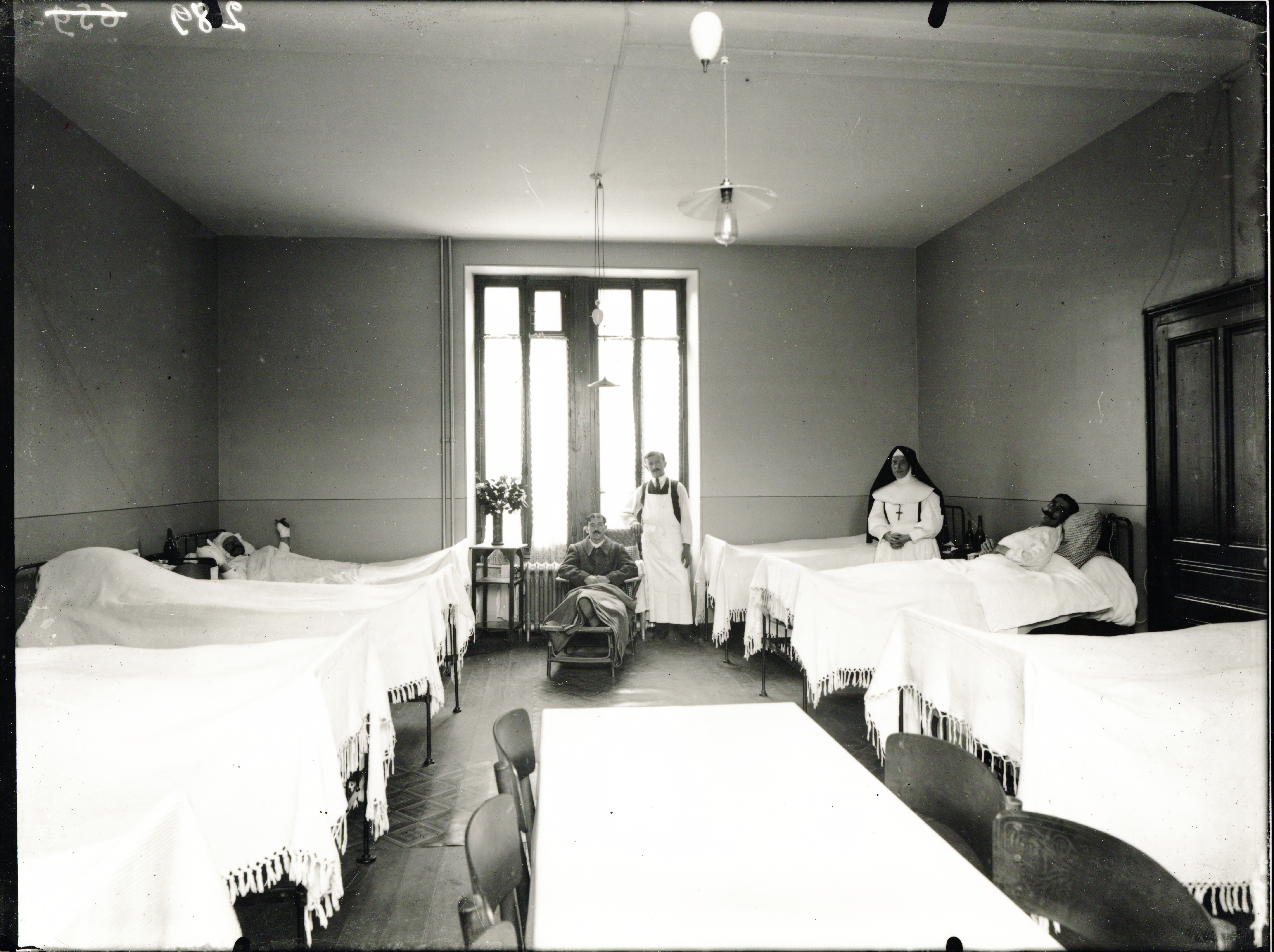
Le dispensaire en 1916.

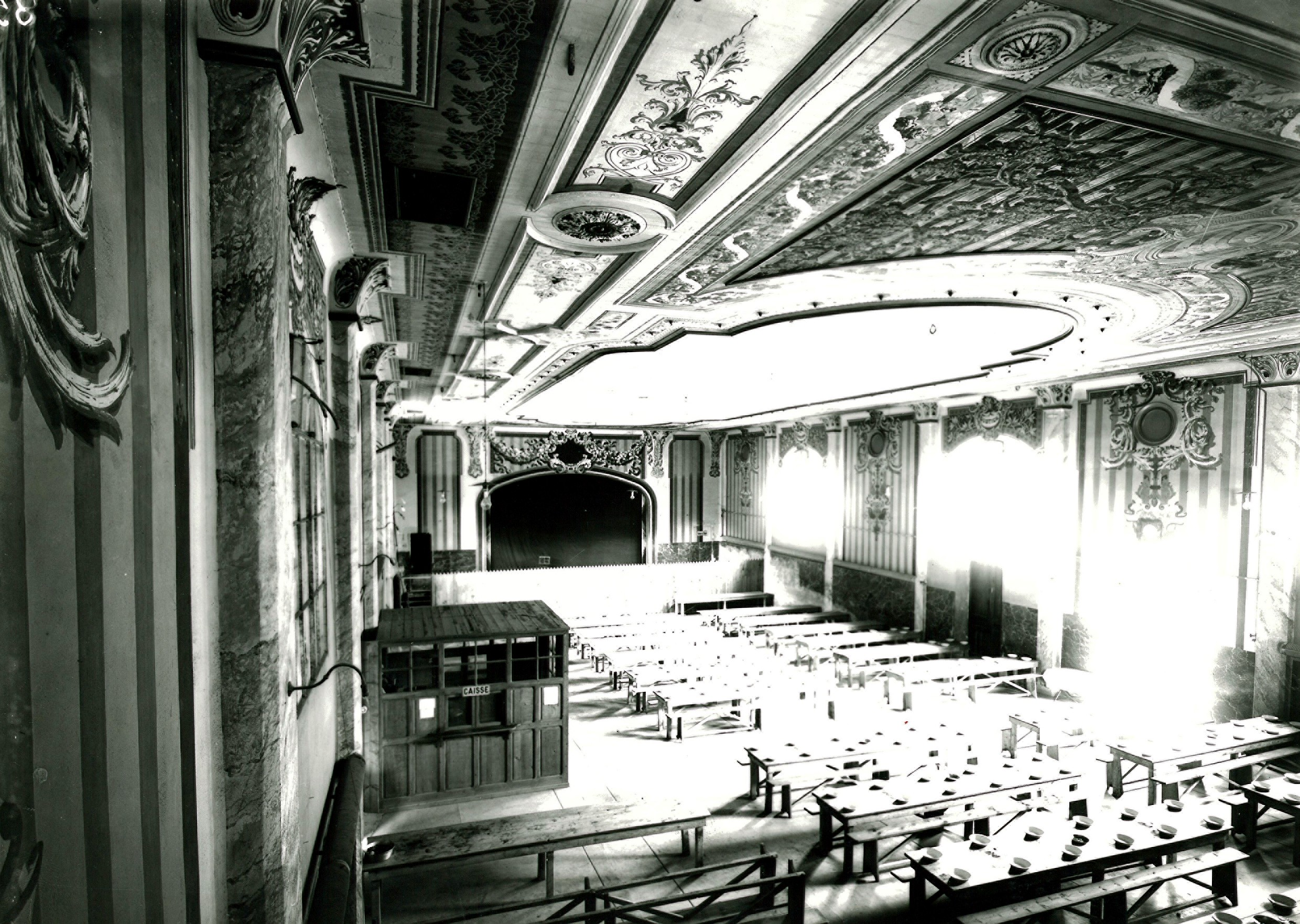
Le théâtre du phalanstère en 1920.

Des installations viennent enfin compléter les premières constructions pour les membres du personnel. Paul Girod met en place toute une série d’équipements collectifs : 
- un dispensaire proposant des services médicaux gratuits ;
- une épicerie coopérative la « Prévoyance », qui propose des denrées alimentaires à un tarif préférentiel au personnel de l’usine ;
- un local de distribution de lait stérilisé pour les enfants en bas âge, « la Goutte de lait » ;
- une laverie ;
- un restaurant d’entreprise ;
- une salle des fêtes aux nombreuses utilités (théâtre, cinéma, banquet, bals et fêtes tous les dimanches) ;
- le « Cercle des familles » (café et salle de loisir) ;
- la bonneterie à côté du phalanstère pour fournir du travail aux femmes qui n’en ont pas ;
- un bâtiment équipé de douches, situé en face de l’usine et destiné à tous les employés ;
- l’école professionnelle dans le quartier de l’Isle ;
- l’école ménagère non loin du vieux bourg.

### Collaboration et fusions de l'après-guerre
La Société d'électrochimie, d'électrométallurgie et des aciéries électriques d'Ugine est réquisitionnée sous l'Occupation.
Selon l'historienne Annie Lacroix-Riz, la Degesch, filiale d'IG Farben, produisant le gaz Zyklon B utilisé dans les chambres à gaz de certains camps d’extermination, aurait fait produire « jusqu'à 37 tonnes par mois en 1944 » dans l'usine d'Ugine, par sa filiale, Durferrit-Sofumi, à Villers-Saint-Sépulcre. Cette affirmation est démentie par un « ingénieur chimiste dans le groupe Ugine depuis 1941, officier de contrôle des usines chimiques allemandes auprès du gouvernement militaire d'occupation en 1945 et 1946, ancien directeur des recherches de produits chimiques Ugine-Kuhlmann », R. Lichtenberger. Consultés sur cette question, des historiens ayant étudié les mêmes archives que Lacroix-Riz, comme Robert Paxton ou Hervé Joly ne valident pas ses conclusions,. En décembre 1999, l'historien Denis Peschanski réfute également les allégations de Lacroix-Riz. Pourtant en 2001, André Nouschi note que H. Joly reprend le dossier et reconnaît dans une note infrapaginale, page 395, qu'après tout on a pu exporter vers l’Allemagne du Zyklon B. Pour Nouschi « que les industriels français n'aient pas été informés de l'usage qu’en faisaient les Allemands à Auschwitz ou ailleurs c'est possible, mais que les usines françaises n'aient pas fabriqué de Zyklon B ne résiste pas à la documentation apportée par Annie Lacroix-Riz, même si cela fait horreur à la conscience ».
En décembre 1966, la fusion avec les « Établissements Kuhlmann » et la « Société des Produits Azotés », donne à la société une autre dimension. Les Établissements Kuhlmann étaient en effet dès 1936 la onzième capitalisation boursière française, après la montée en puissance des sociétés industrielles françaises à la Bourse.
En 1971, nouvelle opération de croissance, Ugine-Kuhlmann fusionne cette fois avec Pechiney pour devenir « Pechiney-Ugine-Kuhlmann » (PUK), premier groupe industriel privé français, présent dans l'aluminium, la chimie, le cuivre, le combustible nucléaire, et les aciers spéciaux. Le Gouvernement le nationalise en 1982 et finance sa restructuration. PUK reprend le nom de Pechiney après avoir cédé la chimie et les aciers spéciaux.

### Histoire récente
Cédée en 1982 à Usinor, elle est  par la suite renommée en Ugine SA. En 1990, elle s'implante sur le marché américain avec la prise de contrôle de l'entreprise américaine J&L Specialty Steel. Ugine devient Ugitech à la suite de sa fusion avec Sprint Metal.
Arcelor vend Ugitech au groupe suisse Schmolz + Bickenbach en 2006. À cette époque, l'entreprise emploie plus de 2 000 personnes et vient de réaliser, en 2005, un chiffre d'affaires de 630 M€.
En septembre 2020, Schmolz + Bickenbach change d'actionnaire majoritaire. Cette nouvelle société devient le groupe Swiss Steel.
Le 3 janvier 2022, un accident survient dans l'atelier de l'aciérie. Un pont roulant servant à transporter des poches de métal en fusion s'écroule partiellement, causant la mort du salarié qui se trouvait dans la cabine servant à manipuler le pont. L'opération de désincarcération durera du 4 au 8 janvier. À la suite de ce tragique accident, une enquête pour homicide involontaire est ouverte, et le site d'Ugine reste fermé quelques jours. L'activité reprend en juin 2022 avec la remise en service du second pont (à la suite d'une remise à niveau car les deux ponts de l'atelier sont identiques) avec environ 60% de sa capacité. L'usine retrouve sa pleine capacité au début de 2023 avec l'arrivée d'un nouveau pont neuf.
L'accident de janvier 2022 va ouvrir la voie à une solidarité entre aciéristes européens puisque plusieurs sociétés vont se proposer de fournir du métal à Ugitech. L'objectif, clairement assumé, est de bloquer la concurrence asiatique sur ce marché assez concurrentiel.

## Implantations

### France
| \| Ugine Bourg-en-Bresse Brionne Grigny Imphy Saint-Étienne Château-Feuillet \| Implantations des sites français. |
| Ugine Bourg-en-Bresse Brionne Grigny Imphy Saint-Étienne Château-Feuillet                                         |

- Ugine

Site historique et siège de l'entreprise.
- Bourg-en-Bresse

En 2025, Bourg-en-Bresse est le deuxième site le plus important d'Ugitech, où 110 employés tréfilent chaque années 11 000 tonnes d'acier inoxydable et alliages, en des diamètres allant de 0,8  à   14 mm. La moitié de la production est du fil pour la soudure, 20 % de  fil pour la frappe à froid, le reste étant du fil de formage et de la laine d'acier.
- Brionne

Le site est spécialisé dans le tréfilage et le laminage à froid de fil machine. Depuis 2010, la production de fil rond et de laine d'acier ayant été transférée sur le site de Bourg-en-Bresse, il ne reste plus que la fabrication de fil de sections non rondes (triangulaire et dérivée, ainsi que que méplat, ovale ou carré) pour la fabrication de filtres. Le procédé consiste à tréfiler du fil machine, puis à le profiler par un laminoir (2 cylindres) ou une tête de turc (4 galets) afin d'obtenir la section désirée. Cette production est de l'ordre de 2 000 t/an.
En 2025, l'usine emploie 70 salariés.
- Grigny

Le site est un centre logistique avancé.
- Imphy

En 2004-2005, l'entreprise décide de limiter l'activité du site au tréfilage des alliages très spéciaux, plus rentables. Sur les 400 emplois que compte alors le site, 143 sont supprimés. En 2025, le site est spécialisé sur le tréfilage de fils ressorts et en alliages spéciaux.
- Saint-Étienne

Fondée en 1994, la PME stéphanoise Eurothal, spécialisée dans la rectification et le chromage de barres d'acier, est reprise en 2009 par Ugitech. Les investissements réalisés après l'acquisition ont permis au site d'augmenter la production et d'abandonner les aciers classiques pour se concentrer sur le chromage des barres en acier inoxydable.
En 2016, le site emploie 22 personnes et a chromé 2 500 t de barres en acier inoxydable.
- Château-Feuillet (Ugi'ring)

L'ancien site Ferropem de Château-Feuillet, situé La Léchère, est acheté en 2023 par Ugitech. Cette reprise d'un site de 10,5 ha est la concrétisaion du projet Ugi'ring, destiné à la production de ferroalliages à partir de déchets industriels. L'objectif industriel est de recycler par pyrométallurgie chaque année 43 000 t de sous-produits métallurgiques, dont 13 000 t sont issues du process industriel d’Ugitech, afin d'obtenir 13 000 t de ferronickel et de ferromanganèse, ainsi que cinq tonnes de poussières riches en zinc.
L'investissement est estimé à 90 M€. Le démarrage est prévu en début 2027.

### Hors de France
- Italie
  - Milan
  - San Vendemiano
- Allemagne
  - Reichshof
  - Hemer
  - Ihmert

Le site d'Ihmert été fermé au début des années 2000. Une partie de la production, la fabrication de fil pour frappe à froid, a été rapatriée sur le site de Bourg-en-Bresse.